# Сперматозоид
Сперматозоидът е мъжка полова клетка при растенията и животните. Той се състои от глава (ядро и акрозома), шийка, свързваща част (съдържаща митохондрии, даващи енергията за движението му) и опашка. Човешкият сперматозоид е открит през 1677 г. от Антони ван Льовенхук.

## Устройство
Сперматозоидът се състои от главичка, шийка, свързваща (междинна) част и опашка. В главата се намира клетъчното ядро — пронуклеос, обвито с тънък слой цитоплазма, малко по-дебел в предната част на главичката, където образува аерозола. Тя е запълнена с хидролистични ензими, предимно хиалуроказа. В междинната част се разполагат центриола и митохондриите, които в някои случаи представляват спираловидно завита нишка. Опашката се състои от централна нишка, около която продължава тънък слой от цитоплазмата. Сперматозоидът се движи в течна алкална среда чрез ритмични змиевидни движения на опашката. При бозайниците сперматозоидите се движат в женските полови пътища с около 3 мм в минута.
Половите жлези, в които се образуват мъжки гамети - нар. сперматозоиди, се наричат семенници или тестиси. При повечето животни половите жлези са две, но има и животни, при които те са повече от две или само една. Произведените от тях полови клетки се извеждат от семенника чрез семеотводния канал и се изнасят от половата система на мъжа чрез еякулация. Зрелите сперматозоиди се натрупват в надсеменниците.

### Акрозома
Акрозомата е специфична структура на сперматозоидите, с важна роля при оплождането. Тя представлява мембранно мехурче, което като шапчица покрива по-голямата част от ядрото. Акрозомата съдържа ензими, които могат да разграждат обвивките на яйцеклетката.

### Средна част
Средната част на клетката съдържа митохондрии, синтезиращи аденозинтрифосфат, която осигурява енергия за движението на сперматозоида чрез опашката.

## Размер и форма
Размерът, формата и строежът на сперматозоидите зависят в голяма степен от видовата принадлежност на организмите. Сперматозоидите на рака притежават три заострени израстъка, които пробиват повърхностната обвивка на яйцето и по този начин здраво закрепват сперматозоида за него. В същото време междинната част се развива като пружина и изтиква ядрото на сперматозоида в яйцето.
Дължината на сперматозоида зависи от вида на животното, но не и от неговия размер. Така например сперматозоидите на кита са дълги 41 μm, а на тритона (чиито размери са нищожни в сравнение с тези на кита) достигат 500 μm. Дължината на човешките сперматозоиди варира между 52 μm и 62 μm.

## Производство на сперматозоиди
Семенните каналчета на тестиса са покрити отвътре по цялата дължина с хиляди родоначални клетки, които влизат последователно в сперматогенезата, осигурявайки производството на милиони сперматозоиди дневно.
Нормалната сперма винаги съдържа малко количество неподвижни или увредени сперматозоиди. Увеличеното съдържание на такива сперматозоиди е една от причините за стерилитет — понижена или отсъстваща оплодителна способност на спермата.